# Thabo Mngomeni
Thabo Mngomeni (Ciudad del Cabo, Sudáfrica, 24 de junio de 1969) es un exfutbolista de Sudáfrica que jugaba en la posición de centrocampista. Es hermano del también futbolista Thando Mngomeni.

## Carrera

### Club
| Periodo   | Club                          |
| --------- | ----------------------------- |
| 1990–1994 | Cape Town Spurs               |
| 1993      | → D'Alberton Callies (cedido) |
| 1994      | → Manning Rangers (cedido)    |
| 1994–1998 | Umtata Bucks                  |
| 1998–2002 | Orlando Pirates               |
| 2002      | Hellenic FC                   |

### Selección nacional
Debutó con Sudáfrica en 3 de octubre de 1998 y su retiro internacional fue el 22 de mayo de 2002, periodo donde jugó 37 partidos internacionales y anotó seis goles; participó en la Copa Mundial de Fútbol de 2002 y en dos ediciones de la Copa Africana de Naciones.
| 1.      | 5-6-1999  | Kings Park Stadium, Durban, Sudáfrica              | Mauricio   | 2–0 | Clasificación para la Copa Africana de Naciones de 2000 |
| 2.      | 28-5-2000 | Ta' Qali National Stadium, Ta' Qali, Malta         | Malta      | 0–1 | Amistoso                                                |
| 3.      | 7-6-2000  | Cotton Bowl, Dallas, Texas, Estados Unidos         | México     | 2-4 | U.S. Cup 2000                                           |
| 4.      | 3-9-2000  | Stade Municipal, Pointe Noire, República del Congo | Congo      | 2-1 | Clasificación para la Copa Africana de Naciones de 2002 |
| 5.      | 30-1-2002 | Stade Amare Daou, Ségou, Malí                      | Marruecos  | 3–1 | Copa Africana de Naciones 2002                          |
| 6.      | 12-5-2002 | Kings Park Stadium, Durban, Sudáfrica              | Madagascar | 1–0 | Amistoso                                                |
| Fuente: |           |                                                    |            |     |                                                         |